# Centaurium uliginosum
Centaurium uliginosum là một loài thực vật có hoa trong họ Long đởm. Loài này được G. Beck ex Ronn. mô tả khoa học đầu tiên.